# Сан Микеле (Лука)
Сан Микеле је насеље у Италији у округу Лука, региону Тоскана.
Према процени из 2011. у насељу је живело 1071 становника. Насеље се налази на надморској висини од 513 м.